# Metcalfiella variegata
Metcalfiella variegata är en insektsart som beskrevs av Leon Fairmaire 1846. Metcalfiella variegata ingår i släktet Metcalfiella och familjen hornstritar. Inga underarter finns listade i Catalogue of Life.